# Polydesmus gallicus
Polydesmus gallicus är en mångfotingart som beskrevs av Robert Latzel 1884. Polydesmus gallicus ingår i släktet Polydesmus och familjen plattdubbelfotingar.

## Underarter
Arten delas in i följande underarter:
- P. g. gallicus
- P. g. reflexus